# كارل هيلستروم
كارل هيلستروم (بالسويدية: Carl Hellström)‏ هو متسابق يخت سويدي، ولد في 10 ديسمبر 1864 في غوتنبرغ في السويد، وتوفي بنفس المكان في 4 يوليو 1962.

## وصلات خارجية
- كارل هيلستروم على موقع الاتحاد الدولي للملاحة الشراعية (موقع جديد) (الإنجليزية)
- كارل هيلستروم على موقع الاتحاد الدولي للملاحة الشراعية (موقع قديم) (الإنجليزية)
- كارل هيلستروم على موقع اللجنة الأولمبية الدولية (الإنجليزية)
- كارل هيلستروم على موقع أوليمبيديا (الإنجليزية)
- كارل هيلستروم على موقع اللجنة الأولمبية السويدية (السويدية)